# Парламентские выборы в Сирии (2007)
Парламентские выборы в Сирии прошли 22 апреля 2007 года.

## Результаты
По результатам, опубликованным 26 апреля 2007 года Национальный прогрессивный фронт получил 169 мест, беспартийные — 81 место. Явка избирателей составила 56,12%, а в состав парламента были избраны 30 женщин, как в 2003 году.
| Партия                                                 | Места | Места внутри Национального фронта прогресса |
| ------------------------------------------------------ | ----- | ------------------------------------------- |
| Национальный прогрессивный фронт                       | 169   |                                             |
| - Баас                                                 | 169   | 134                                         |
| - Арабский социалистический союз                       | 169   | 8                                           |
| - Социалисты-юнионисты                                 | 169   | 6                                           |
| - Коммунистическая партия Сирии (Багдаш)               | 169   | 5                                           |
| - Демократическая социалистическая юнионистская партия | 169   | 4                                           |
| - Арабское социалистическое движение                   | 169   | 3                                           |
| - Сирийская коммунистическая партия (объединенная)     | 169   | 3                                           |
| - Национальный пакт                                    | 169   | 3                                           |
| - Сирийская социальная националистическая партия       | 169   | 2                                           |
| - Арабский демократический союз                        | 169   | 1                                           |
| - Объединённая социалистически-демократическая партия  | 169   | 0                                           |
| беспартийные                                           | 81    |                                             |
| Итого                                                  | 250   |                                             |